# Ruth Page
Ruth Page (Indianápolis, 22 de marzo de 1899 - Chicago, 7 de abril de 1991) fue una bailarina y coreógrafa estadounidense que creó obras innovadoras sobre temas estadounidenses.
Estudió con I. Clustine, A. Bolmir y E. Cecchetti. Efectuó una gira por Sudamérica en 1918 con la compañía de Anna Pavlova. En 1919 actuó en Chicago en Birthday of the Infanta de Bolmi y el año siguiente en la compañía de Ballet Intim fundada por ella en Londres. Después fue primera bailarina de la "Music Box Revue" en Berlín y Nueva York (1923/24), con Bolm en Buenos Aires, con los Ballets Rusos de Serguéi Diáguilev en 1925 y con el Metropolitan Opera Ballet en Nueva York (1926/1928). Fue la primera intérprete de Terpsícore en la primera versión del Apollon Musagète de Stravinski-Bolm en Washington en 1928. realizó giras por Japón y por la Unión Soviética.
Creó su primera coreografía en la Ópera de Chicago, donde permaneció de 1929 a 1933. Hizo una gira portoda Escandinavia en 1937 y actuó junto al célebre bailarín Harald Kreutzberg en los años 1932 y 1934. En 1938 fundó, en unión con el bailarín y compañero B. Stone, el "Page-Stone Ballet". Una de sus coreografías más importantes, por la inteligente utilización del elemento expresionista sobre base académica, es Frankie y Johnny con música de Jerome Moross, que marca la fecha del debut con aquella compañía y la colaboración con Stone. También escenografiar diversas obras de la compositora neoyorquina Lora Aborn.
Otras de sus ballets: Billy Sunday, Revanche (música de Giuseppe Verdi), Villa (o The Merry Window), Camilñle (de La Traviata de Verdi, The Bells (basado en un cuento de Edgar Allan Poe, con música de Darius Milhaud), Mephistophela (música de Berlioz, Boito y Gounod), Carmina Burana (música de Karl Orff). Su inspiración coreográfica para la adaptación de óperas y operetas fue muy divertida y amena.